# Bewegung für Einheit und Dschihad in Westafrika
Die Bewegung für Einheit und Dschihad in Westafrika (frz. „Mouvement pour l'unicité et le jihad en Afrique de l'Ouest“, MUJAO, arabisch جماعة التوحيد والجهاد في غرب إفريقيا, DMG Ǧamāʿat at-tauḥīd wa-l-ǧihād fī ġarb Ifrīqiyā ‚Die Gruppe des Tauḥīd (Einzigkeit) und des Dschihad (Heiligen Krieges) in Westafrika‘) ist eine militante islamistische Gruppierung in Westafrika.

## Ziele
Die Bewegung ist 2011 aus der „Al-Qaida im Islamischen Maghreb“ (AQMI) hervorgegangen. Ihr Ziel ist es, den Dschihad auf ganz Westafrika auszudehnen, also auch in Regionen, die sich nicht im Fokus der AQMI befinden.

## Operationen
Bekannt wurde die Gruppierung am 12. Dezember 2011, als sie ein Video über drei entführte Entwicklungshelfer veröffentlichte, unter ihnen zwei Frauen, die im westlichen Algerien festgehalten wurden.
Im Jahr 2012 gehörte MUJAO zusammen mit AQMI und Ansar Dine zu den drei islamistischen Gruppierungen, die den Norden Malis unter ihre Kontrolle brachten. Dabei wurde die Tuareg-Rebellenarmee „Nationale Bewegung für die Befreiung des Azawad“ (MNLA) weitestgehend verdrängt. Im Juni 2012 war MUJAO zusammen mit Ansar Dine an den Kämpfen um die Stadt Gao beteiligt, bei denen mindestens 35 Menschen starben.
Im Juli 2012 übernahmen Kämpfer der MUJAO auch die nördlich gelegene Stadt Ansogo und verjagten die MNLA-Aufständischen.
Im August 2012 wurde in den Regionen Gao, Timbuktu und Kidal die Ausstrahlung jeglicher westlicher Musik verboten. Nachdem die MNLA im Oktober 2012 zeitweise die Kontrolle über die Stadt Ménaka im gleichnamigen Kreis zurückgewonnen hatte, wurde sie im November 2012 bei der Rückeroberung durch MUJAO wieder vertrieben.
Am 24. Mai 2013 verübte MUJAO einen Anschlag auf eine Uran-Anlage des französischen Konzerns Areva in Arlit. Bei dem Überfall wurden mindestens 49 Menschen verletzt. Kurze Zeit später nahmen auch MUJAO Mitglieder Geiseln in einem Militärcamp in Agadez, welches einen Tag später blutig von der französischen Armee beendet wurde. Die Gruppierung hatte die Federführung bei einem Gefängnisausbruch aus der Haftanstalt Niamey am 1. Juni 2013, bei dem zwei Gefängniswärter getötet wurden und 22 Gefangene entkamen.
In der vom UN-Sicherheitsrat am 5. September 2017 verabschiedeten Resolution 2374 (2017) zur Situation in Mali verurteilte dieser neben den Aktivitäten anderer terroristischer Organisationen auch die von MUJAO. Mitglieder von ihr sind demnach auch von internationalen Sanktionen bedroht. 